# Leroy Gomez
Leroy Gomez (Wareham, 8 luglio 1950) è un cantante statunitense, voce solista del gruppo degli anni settanta Santa Esmeralda, che nel 1977 divenne celebre in tutto il mondo con una cover del brano Don't Let Me Be Misunderstood, originariamente scritto nel 1964 per Nina Simone.

## Biografia
Nato l'8 luglio 1950, Gomez è un afroamericano di sangue portoghese e portoricano. Cominciò la sua carriera come membro dei Lafayette Afro Rock Band e sassofonista per Elton John, i Jethro Tull e Chubby and the Turnpikes (futuri Tavares). Dopo una collaborazione con la showgirl Lola Falana, Gomez si stabilì a Parigi dove conobbe il produttore Marc Negroni.
Col nome Lee Roy incise alcuni 45 giri di scarso successo, tra cui  Here We Go Round. Diventato membro dei Santa Esmeralda, Gomez incise con loro Don't Let Me Be Misunderstood, originariamente scritta per Nina Simone. La loro cover entrò nella Top 5 di molte classifiche, tra cui quella italiana, francese e statunitense. L'artista abbandonò la formazione poco tempo dopo, quando venne sostituito da Jimmy Goings.
Gomez partecipò al Festival di Sanremo 1980 con Tu mi manchi dentro.

## Discografia parziale

### Da solista

#### Album in studio
- 1978 – Gipsy Woman
- 1978 – Number One Man
- 1979 – I Got It Bad

### Nei gruppi

#### Nei Santa Esmeralda

##### Album in studio
- 1978 – Don't Let Me Be Misunderstood